# 媽媽好神
《媽媽好神》是台灣一個談話性綜藝節目，於2017年3月13日在東森超視首播，由藝人鍾欣凌與小兒科醫生黃瑽寧聯合主持。。2019年10月28日起，改版為《媽媽好神之俗女家務事》，由佩甄與季芹主持。節目已於2022年7月29日播畢由我就問 你正常嗎?接檔

## 播出時間
以下時間以當地時間（台灣時間）為準

### 首播
| 頻道         | 所在地 | 播映日期                       | 星期         | 播出時段     | 備註                        |
| ------------ | ------ | ------------------------------ | ------------ | ------------ | --------------------------- |
| 東森超視     | 臺灣   | 2017年3月13日－2017年9月15日   | 每週一至週五 | 20:00－21:00 | 媽媽好神                    |
| 東森超視     | 臺灣   | 2017年9月18日－2019年10月25日  | 每週一至週五 | 21:00－22:00 | 媽媽好神                    |
| 東森超視     | 臺灣   | 2019年10月28日－2021年12月14日 | 每週一至週五 | 21:00－22:00 | 媽媽好神之俗女家務事        |
| 東森超視     | 臺灣   | 2021年12月15日－2022年7月29日  | 每週一至週五 | 23:00－00:00 | 媽媽好神之俗女家務事        |
| 愛爾達影劇台 | 臺灣   | 2020年7月1日－2020年12月3日    | 每週三至週五 | 20:30－21:30 | 媽媽好神之俗女家務事（MOD） |
| 愛爾達影劇台 | 臺灣   | 2021年10月6日－2021年12月31日  | 每週三至週五 | 20:30－21:30 | 媽媽好神之俗女家務事（MOD） |
| 愛爾達影劇台 | 臺灣   | 2021年8月23日－2021年8月23日   | 每週一至週五 | 20:30－21:30 | 媽媽好神之俗女家務事（MOD） |

### 重播
| 頻道       | 所在地 | 星期         | 播出時段     |
| ---------- | ------ | ------------ | ------------ |
| 東森超視   | 臺灣   | 每週二至週六 | 01:00－02:00 |
| 東森超視   | 臺灣   | 每週二至週六 | 05:00－06:00 |
| 東森超視   | 臺灣   | 每週一至週五 | 16:00－17:00 |
| 東森超視   | 臺灣   | 每週六至週日 | 08:00－09:00 |
| 東森超視   | 臺灣   | 每週六       | 11:00－12:00 |
| 東森超視   | 臺灣   | 每週六       | 17:00－18:00 |
| 東森超視   | 臺灣   | 每週日       | 16:00－17:00 |
| 東森綜合台 | 臺灣   | 每週一至週五 | 06:00－07:00 |
| 東森戲劇台 | 臺灣   | 每週日、週一 | 02:00－03:00 |
| 東森戲劇台 | 臺灣   | 每週日、週一 | 03:00－05:00 |
| 東森戲劇台 | 臺灣   | 每週六、週日 | 05:00－06:00 |

## 歷史大事紀
- 2017年3月9日：首錄記者會。
- 2017年3月13日：開播。
- 2017年9月18日起：本節目首播時段調整為週一至週五晚上9點。
- 2022年7月29日:本節目完成撥放最後一集，從2022年8月1日開始由其他節目接撥

## 主持人
- 2017年3月13日－2019年10月25日
  - 鍾欣凌、黃瑽寧
- 2019年10月28日－2022年7月29日
  - 佩甄、季芹

## 製作團隊
- 總監製: 劉芯彤
- 監製:羅珮苓、盧永昇、呂秀霞
- 編審:鄭雅慧
- 宣傳:黃莉容、王婷鈺
- 製作人:李思慧、王維萱
- 製作群:連偵伯、譚文芳、溫沛慧
- 梳化妝:Stella、珮君
- 服裝:Freda
- 攝影:吳牧蓁、吳俊錡、陳啟瑞、王日正、謝明德、黃國輝、林豐仁、羅邦達、陳弘章
- 美術指導:李炳成、杜岳倫
- 動畫音效後製:東森後製組、蔡加菲
- 副控組:張耀明、詹月明、黃世宗、蘇芳儀、郭子豪、王舜輝
- 導播組:宋金城、何星璇、潘麗雪、張吉玲
- 導播:翁明佑、葉閎原
- 製作公司:東森超視

## 外部連結
- 媽媽好神之俗女家務事- 東森超視官方網站（页面存档备份，存于）
- 媽媽好神之俗女家務事 - 東森綜合官方網站 （页面存档备份，存于）
- 東森電視-媽媽好神的Facebook專頁
- YouTube上的媽媽好神頻道
- YouTube上的媽媽好神之俗女家務事頻道

| 臺灣 東森超視 每週一至週五 20:00 - 21:00                                                                                                  | 臺灣 東森超視 每週一至週五 20:00 - 21:00               | 臺灣 東森超視 每週一至週五 20:00 - 21:00               |
| --- | ------------------------------------------------------ | ------------------------------------------------------ |
| | 媽媽好神 （2017年3月13日－2017年9月15日）              |                                                        |
| 請你跟我這樣過 （2011年8月－2017年1月26日） 請你跟我這樣過（重播） （2017年1月30日－2017年3月9日）                                        | 愛玩客（重播） （2017年9月18日－2019年2月22日）        |                                                        |
| 每週一至週五 21:00 - 22:00 |                                                        |                                                        |
| 愛玩客（重播） （待查－2017年9月15日） 私房話老實說 (播出時段不停地修改，依照原時段是周一到五，21:00 - 22:00) （2014.06.16 - 2015.09.30） | 媽媽好神 （2017年9月18日－2019年10月25日）             | 媽媽好神之俗女家務事 （2019年10月28日－2022年7月22日） |
| 每週一至週五 21:00 - 22:00 |                                                        |                                                        |
| 媽媽好神 （2017年9月18日－2019年10月25日）                                                                                                | 媽媽好神之俗女家務事 （2019年10月28日－2022年7月29日） | 我就問 你正常嗎? （2022年8月1日－至今）                |
| 臺灣 東森綜合台 每週一至週五 15:00 - 16:00                                                                                                |                                                        |                                                        |
| 綜藝大熱門 （2016年8月22日－2017年3月31日）                                                                                               | 媽媽好神 （2017年4月3日－2017年9月22日）               | 醫師好辣（重播） （2017年9月25日－至今）               |
| 每週一至週五 06:00 - 07:00 |                                                        |                                                        |
| 2分之一強（重播） （2017年6月24日－2017年9月22日）                                                                                        | 媽媽好神 （2017年9月25日－2022年8月1日）               | 我就問 你正常嗎? （2022年8月2日－至今）                |

| 臺灣 東森戲劇台 每週六 20：30-22：00 | 臺灣 東森戲劇台 每週六 20：30-22：00 | 臺灣 東森戲劇台 每週六 20：30-22：00 |
| ------------------------------------ | ------------------------------------ | ------------------------------------ |
|                                      | 媽媽好神 (2016年4月2日)              |                                      |
| 雨夜花 (2015年11月7日-2016年3月26日) | 我就問 你正常嗎? (2016年4月3日-至今) |                                      |